# Adagio (Band)
Adagio ist eine französische Progressive-Metal-/Symphonic-Metal-Band. Der Gitarrist Stephan Forté ist alleiniger Komponist und Texter. Sein Stil kann als technisch versiert, komplex, dunkel und von treibenden Rhythmen geprägt charakterisiert werden und ist neuerdings sehr solo-lastig. Für ihr Album Dominate wurden der Musik noch Growlings hinzugefügt. 

## Geschichte
Nachdem Stephan Forté als Komponist und Gitarrist unter verschiedenen Bandprojekten einige Demos und EPs in den USA veröffentlicht hatte, nahm er ab 1999 in Frankreich das erste Album Sanctus Ignis auf. Das Projekt nannte er „Adagio“. Dirk Bruinenberg, Franck Hermanny, David Readman and Richard Andersson waren als Musiker engagiert, Dennis Ward produzierte das Album. Mit teilweise neuen Session-Musikern erschien 2003 das zweite Album Underworld, welches deutlich mehr sinfonische Einflüsse aufwies. 2003 ermöglichte eine stabile Besetzung der Band eine Tournee in Europa und den USA. Die Konzerte in Paris und Straßburg erschienen als Live-Album. Im Sommer 2004 verließ Sänger David Readman die Band und wurde durch den Brasilianer Gus Monsanto ersetzt. Mit ihm wurde auch 2004 das Album Dominate aufgenommen. 
Adagio arbeiteten seit 2006 am Album Archangels in Black, welches neun Titel (plus einen Extrasong für Japan) enthält. Der Großteil der Kompositionen war Mitte 2006 fertiggestellt, die Aufnahmesessions begannen im Herbst 2006. Das Album erschien aber erst am 2. Februar 2009.Archangels In Black ist auch das erste Album, das die Band mit dem neuen Sänger Chris Palin aufgenommen hat, der Gus Monsato ersetzt und normalerweise bei der finnischen Band Essence Of Sorrow tätig ist.

## Diskografie

### Alben
- 2001: Sanctus Ignis
- 2003: Underworld
- 2004: A Band in Upperworld (Livealbum)
- 2005: Dominate
- 2009: Archangels In Black
- 2017: Life

### Singles
- 2001: Sanctus Ignis - Medley Promo / Second Sight
- 2008: Fear Circus